# Lophocateres pusillus
Lophocateres pusillus là một loài bọ cánh cứng trong họ Trogossitidae. Loài này được Klug miêu tả khoa học năm 1833.

## Hình ảnh

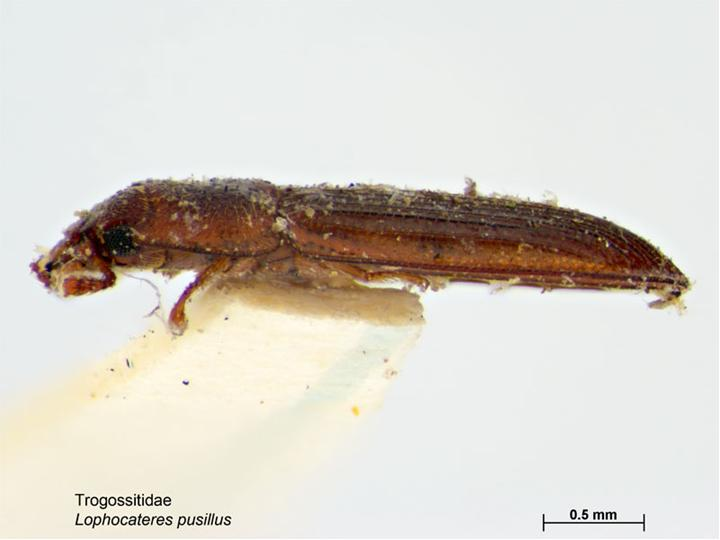